# Boćarski klub Istra Poreč
Boćarski klub Istra Poreč je boćarski klub iz Poreča.
Klupsko sjedište je na adresi Alekse Šantića 5, Poreč.

## Klupski uspjesi
(popis nepotpun)
- prvenstva: 
  - osvajači: 2004.
  - doprvaci: 2006. - završnica i 1. u skupini "Sjever" pred doigravanje, 2005. - završnica i 1. u skupini "Sjever" pred doigravanje

Plasmani po prvenstvima:
1991.:

1992.:

1993.:

1994.:

1995.:

1996.:

1997.:

1998.:

1999.: 2.mjesto

2000.: prvaci

2001.: 2.mjesto

2002.: prvaci

2003.: prvaci

2004.: prvaci

2005.: doprvaci (1. u skupini "Sjever"!)

2006.: poluzavršnica (1. u skupini "Sjever"!)

2007.: poluzavršnica (3. u skupini "Sjever")
2008.: ?

2009.: ?

2010.: 1. u ligi, ispali u doigravanju za prvaka
2019.: prvaci

## Vanjske poveznice
- Službene stranice  Arhivirana inačica izvorne stranice od 12. svibnja 2021. (Wayback Machine)